# Ogonki (województwo pomorskie)
Ogonki (dodatkowa nazwa w j. kaszub. Ògónczi) – wieś  w Polsce położona w województwie pomorskim, w powiecie kartuskim, w gminie Sulęczyno. 
Ta otoczona lasami kaszubska wieś jest częścią składową sołectwa Zdunowice, znajduje się na turystycznym  Szlaku Kamiennych Kręgów.
W latach 1975–1998 miejscowość administracyjnie należała do województwa gdańskiego.